# Cet été-là (roman de M. Cardinal)
Pour les articles homonymes, voir Cet été-là.
Cet été-là est le titre d'un roman autobiographique de Marie Cardinal, édité en 1967 qui décrit la chronique de l'été durant lequel elle a découvert l'univers du cinéma, conclu sa participation au tournage du film Deux ou trois choses que je sais d'elle de Jean-Luc Godard et joué, dans le film Mouchette de Robert Bresson, le rôle de la mère de l'héroïne.
Dans l'édition d'Oswald, elle signe elle-même une anti-préface de ce neuvième ouvrage, qui sera « avec [s]es huit bouquins [.] présents en librairie ensemble ».[pas clair] Et ce, en vingt ans d'écriture. Dans cette préface elle décrit le contexte et sa situation personnelle durant la création et l'écriture ainsi que la généalogie des contacts (Lucien Bodard notamment) qui vont lui permettre de réorienter sa carrière professionnelle et de mettre un pied dans le cinéma français. Elle considère son ouvrage comme n'étant « ni du journalisme, ni de la littérature [mais] un essai de libération ».

## Résumé
« Cet été-là est, comme son nom l'indique, la chronique [de l']été où le hasard a voulu que je participe au tournage de deux films, l'un de Jean-Luc Godard, l'autre de Robert Bresson. »

L'ouvrage se compose du roman en deux chapitres et du synopsis du film Deux ou trois choses que je sais d'elle de Jean Luc Godard (titre : « Examen du film dans son état actuel ») en annexe.

### Chapitre I: Rencontres
Tout commence, un 28 juin, par la présence de l'auteure à l'exposition de poupées organisée par son ami André Acquart. Au cours d'un déjeuner, elle rencontre Roger Blin qu'elle admire ainsi que Jacques Kébadian qui cherche à compléter le casting du film en projet de Robert Bresson, adaptation du roman Mouchette de Bernanos. Au cours du casting, et de « fil en aiguille », ce n'est ni la fille, ni le mari de l'auteure, mais Marie Cardinal qui sera retenue, et ce dans le rôle de la mère de Mouchette.
L'auteure décrit la chronologie des événements, en montrant la logique de création d'un film, en la parsemant de ses analyses psychologiques des différentes personnes rencontrées.
Cet été-là, l'auteure a eu la possibilité de tenter des « piges » pour un magazine féminin censé devenir « un Playboy pour les femmes avec un tas d'images et des artistes qui se tiennent. » Elle tente de se faire accompagner dans l'aventure par la journaliste et écrivain Catherine Vimenet, qui a écrit un article polémique « Les étoiles filantes » dans le Nouvel Observateur, et qui pointe les difficultés que rencontrent les femmes pour vivre, difficultés qui les poussent à se prostituer pour compléter les « fins de mois » de leurs familles. Durant son travail d'analyse de la situation de ces femmes en souffrance, et accompagnée par le photographe Nicolas Tikhomiroff, elle dresse un tableau affligeant que le « chef rédacteur en chef » ne peut accepter, consterné qu'il est, par le risque d'effrayer « ses » lectrices « bon chic, bon genre » et par sa volonté « d'augmenter le tirage ». Elle refuse de continuer l'aventure, à la fois, pour ne pas trahir les « étoiles filantes » rencontrées et pour pouvoir se respecter elle-même.
Elle a aussi l'occasion de rencontrer Anna Karina et Marina Vlady .
Suivent les descriptions de ses difficiles essais cinématographiques avec Robert Bresson et son équipe. Le réalisateur se montre assez « désagréable » avec ses « acteurs » qu'il choisit volontairement « non professionnels » (qu'il appelle « ses modèles »).
La rencontre avec Jean Luc Godard a lieu dans son bureau de Neuilly. Elle découvre le script de son film en préparation dans lequel elle est pressentie.
Début août, Marie Cardinal apprend « que ses essais convenaient à Bresson ». Elle est appelée pour faire de nouveaux essais et découvre que le bureau de Bresson se trouve « situé au même endroit [que celui de Godard] : rue Edouard Nortier à Neuilly. » Elle apprend que « ces hommes se respectent tout en se détestant ».
Courant août, elle reçoit deux coups de téléphone lui annonçant 1/ qu'elle est retenue pour tenir le rôle de la mère de Mouchette et qu'à ce titre elle doit venir signer son contrat, et 2/ qu'elle doit faire des essais devant la caméra pour Godard, et ce, le même jour, dans les locaux communs. « Or je savais que [Bresson] exigeait que ses acteurs ne connaissent rien du cinéma et tout particulièrement du cinéma de Godard... »

### Chapitre II: Journal du tournage
Le 28 septembre elle est appelée à rejoindre l'équipe de tournage dans la région d'Apt. Aucune disposition n'ayant été prise pour son hébergement, la mise en « pression » débute. Elle fait la connaissance des membres de l'équipe technique et des acteurs présents qu'elle décrit avec son style particulier. Les événements font surgir quelques souvenirs de jeunesse, dont certains ont déjà été évoqués dans ses livres précédents.

« Je n'ai jamais vécu avec des ouvriers, cela m'impressionne et m'intimide. Avec ma mauvaise conscience bourgeoise-socialiste j'écoute ces discours avec ferveur. Prendre la place d'un ouvrier qui a besoin de gagner sa vie pour nourrir ses enfants, quelle honte !… »

Les huit jours de tournage initialement prévus se transforment en deux mois, durant lesquels il lui arrive de penser qu'elle perd son temps et qu'elle contribue à une entreprise pleine de « faussetés ». Elle décrit la façon dont Bresson met « la pression » sur tout « son » monde… Le récit des douze prises de la scène des deux gifles que reçoit Nadine, la jeune actrice qui joue le rôle de Mouchette, est assez révélateur de cet état d'esprit.
Marie Cardinal s'assoit en face de Bresson au cours d'un déjeuner pour tenter d'entrer dans son univers – chrétien notamment.
Fin octobre, elle utilise son mal de dos chronique pour poser ses conditions de fin de tournage.

## Adaptations antérieures
« Apparemment, si j'en juge par le navet qui vient d'être tiré de mon livre La Clé sur la porte [(réalisé par Yves Boisset)], je n'ai pas de chance avec les messieurs du cinéma français... »,

## Réception et critique
Marie Cardinal concède que 

« le livre a été mal pris par certaines personnalités parisiennes qui sont mises en cause dans ses pages. Il a été étouffé au départ et rapidement pilonné [...]. Oswald l'a récupéré et m'a, en plus, donné l'opportunité d'[en] écrire [l'anti préface]. »